# Anna Korniewicz
Anna Korniewicz (ur. 14 lipca 1967 w Warszawie) – polska niepełnosprawna pływaczka, trzykrotna medalistka paraolimpijska.

## Życiorys
Córka profesora Henryka Korniewicza (pracownika Centralnego Instytutu Ochrony Pracy) i Aliny (ekonomistki i tłumaczki). Ukończyła Liceum Ogólnokształcące im. Mikołaja Kopernika w Warszawie. Studiowała w Ośrodku Studiów Amerykańskich na Uniwersytecie Warszawskim (jej praca magisterska pisana pod kierunkiem prof. Lecha Garlickiego dotyczyła Ronalda Reagana). 
Od urodzenia nie ma jednej ręki. Była zawodniczką klubu Start Warszawa. W wieku 13 lat wystąpiła na Letnich Igrzyskach Paraolimpijskich 1980 w Arnhem w klasie E, gdzie zdobyła trzy medale: dwa srebrne w wyścigach na 100 m stylem klasycznym i 100 m stylem grzbietowym, oraz brąz w indywidualnym wyścigu 4 × 50 m stylem zmiennym (była także piąta na dystansie 100 m stylem dowolnym, a w zawodach na 100 m stylem motylkowym została zdyskwalifikowana). Po igrzyskach w Arnhem zakończyła karierę sportową.
Przez kilka lat pracowała w Londynie. Była związana zawodowo z gazetą USA Today. Pracowała również jako tłumaczka, a także założyła biuro nieruchomości.